# Bromölla (comune)
Bromölla è un comune svedese di 12 285 abitanti, situato nella contea di Scania. Il suo capoluogo è la cittadina omonima.

## Località
Nel territorio comunale sono comprese le seguenti aree urbane (tätort):
| # | Località      | Popolazione |
| - | ------------- | ----------- |
| 1 | Bromölla      | 7.428       |
| 2 | Näsum         | 1.119       |
| 3 | Valje         | 771         |
| 4 | Gualöv        | 539         |
| 5 | Nymölla       | 294         |
| 6 | Valje (parte) |             |